# Atea (mitología)

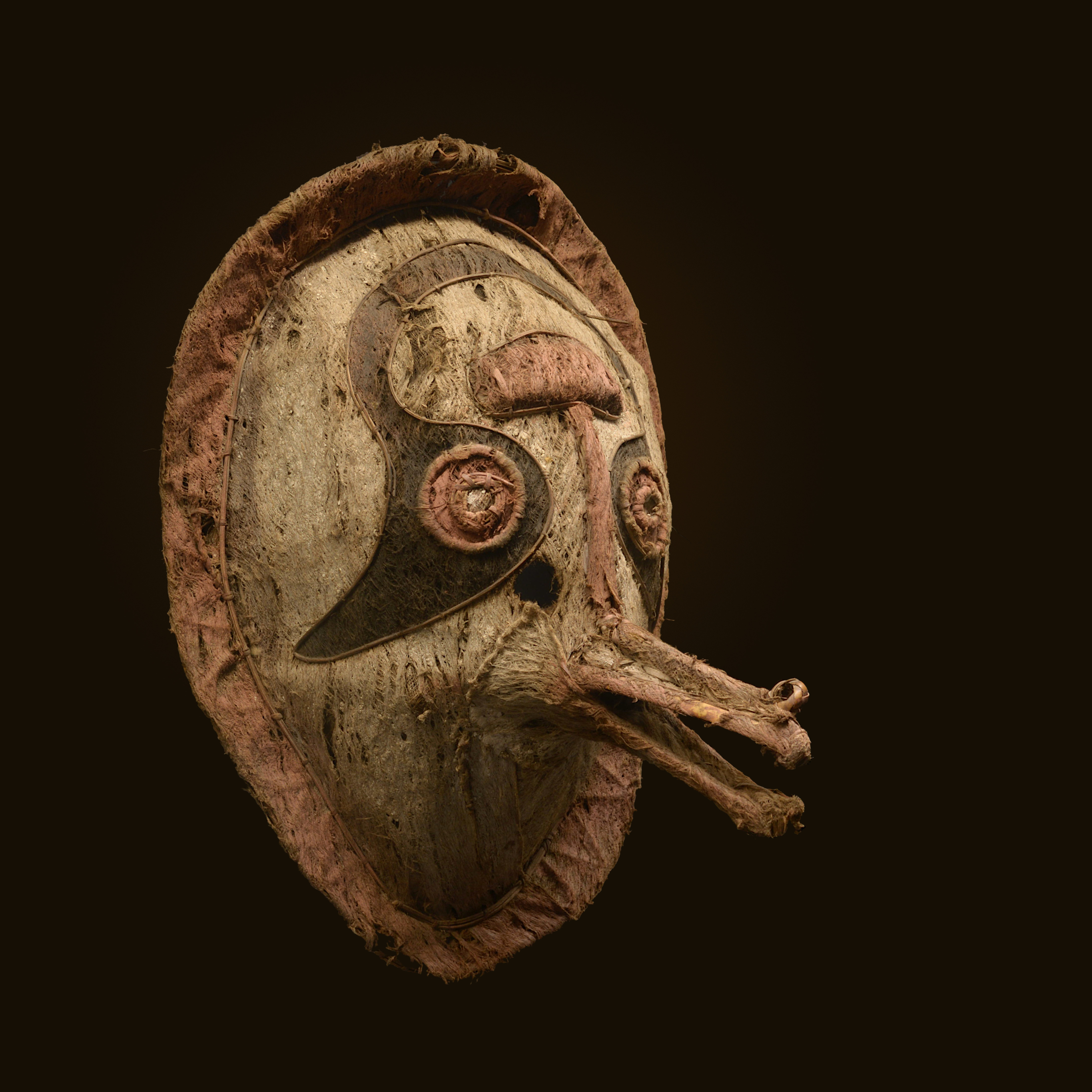
Máscara de la deidad Atea.￼Ayuda

Atea es una deidad femenina presente en la Mitología polinesia.

## Atea (Islas Marquesas)
En la mitología de las Islas Marquesas, Atea es la dadora de luz. En una de las versiones del mito Atea y Tane son hermanos e hijos de Tōhō. Otra tradición cuenta que Atea (como luz) se engendra a sí misma e hizo visible a Ono. Uniendo fuerzas, ambos rompieron la oscuridad sin límites del mundo subterráneo (Po), dónde Tanaoa, señor de la oscuridad y Mutu-hei (el silencio) habían vivido toda la eternidad. Atea y Ono guerrearon con Tanaoa y Mutu-hei y los vencieron. Confinaron a los dioses de la noche y les pusieron límites. Tras el enfrentamiento apareció Atanua, la Aurora. Luego, Atea se casó con Atanuay tuvieron hijos: dioses menores y la humanidad (Tregear 1891:29). Según fuentes no verificadas, uno de sus hijos es el primer hombre: Tu-mea.

## Atea (Islas Tuamotu)
En la mitología de las islas Tuamotu Atea es asesinada por Tane, su segundo hijo.